# Liste der Biografien/Fad
Liste der Biografien |
Portal Biografien |
Personensuche
# |
A |
B |
C |
D |
E |
F |
G |
H |
I |
J |
K |
L |
M |
N |
O |
P |
Q |
R |
S |
T |
U |
V |
W |
X |
Y |
Z |
?
 
Fa |
Fe |
Ff |
Fh |
Fi |
Fj |
Fk |
Fl |
Fm |
Fn |
Fo |
Fr |
Ft |
Fu |
Fy
 
Faa |
Fab |
Fac |
Fad |
Fae |
Faf |
Fag |
Fah |
Fai |
Faj |
Fak |
Fal |
Fam |
Fan |
Fao |
Fap |
Faq |
Far |
Fas |
Fat |
Fau |
Fav |
Faw |
Fax |
Fay |
Faz
Die Liste der Biografien führt alle Personen auf, die in der deutschsprachigen Wikipedia einen Artikel haben. Dieses ist eine Teilliste mit 84 Einträgen von Personen, deren Namen mit den Buchstaben „Fad“ beginnt.

## Fad

### Fada
- Fadairo, David (* 2000), nigerianischer Fußballspieler
- Fadani, Andrea (* 1965), deutscher Agrarökonom, Mitglied Deutsche Stiftung Weltbevölkerung
- Fadavian, Benjamin (* 1990), deutscher Jurist und Kommunalpolitiker (SPD)

### Fadd
- Faddejew, Dmitri Konstantinowitsch (1907–1989), sowjetischer Mathematiker
- Faddejew, Ludwig Dmitrijewitsch (1934–2017), russischer theoretischer Physiker
- Faddejewa, Wera Nikolajewna (1906–1983), sowjetische Mathematikerin
- Fadden, Arthur (1894–1973), australischer Politiker und Premierminister
- Fadden, Tom (1895–1980), US-amerikanischer Schauspieler
- Faddis, Charles I. (1890–1972), US-amerikanischer Politiker
- Faddis, Jon (* 1953), US-amerikanischer Jazztrompeter, Bandleader und Komponist
- Faddoul, Simon (* 1958), libanesischer Geistlicher, maronitischer Bischof von Ibadan
- Faddy, Stevan (* 1986), montenegrinischer Popsänger

### Fade
- Fadeeva, Maya (* 1987), russisch-deutsche Sängerin, Songwriterin und ProduzentinMaya Fadeeva (* 1987)

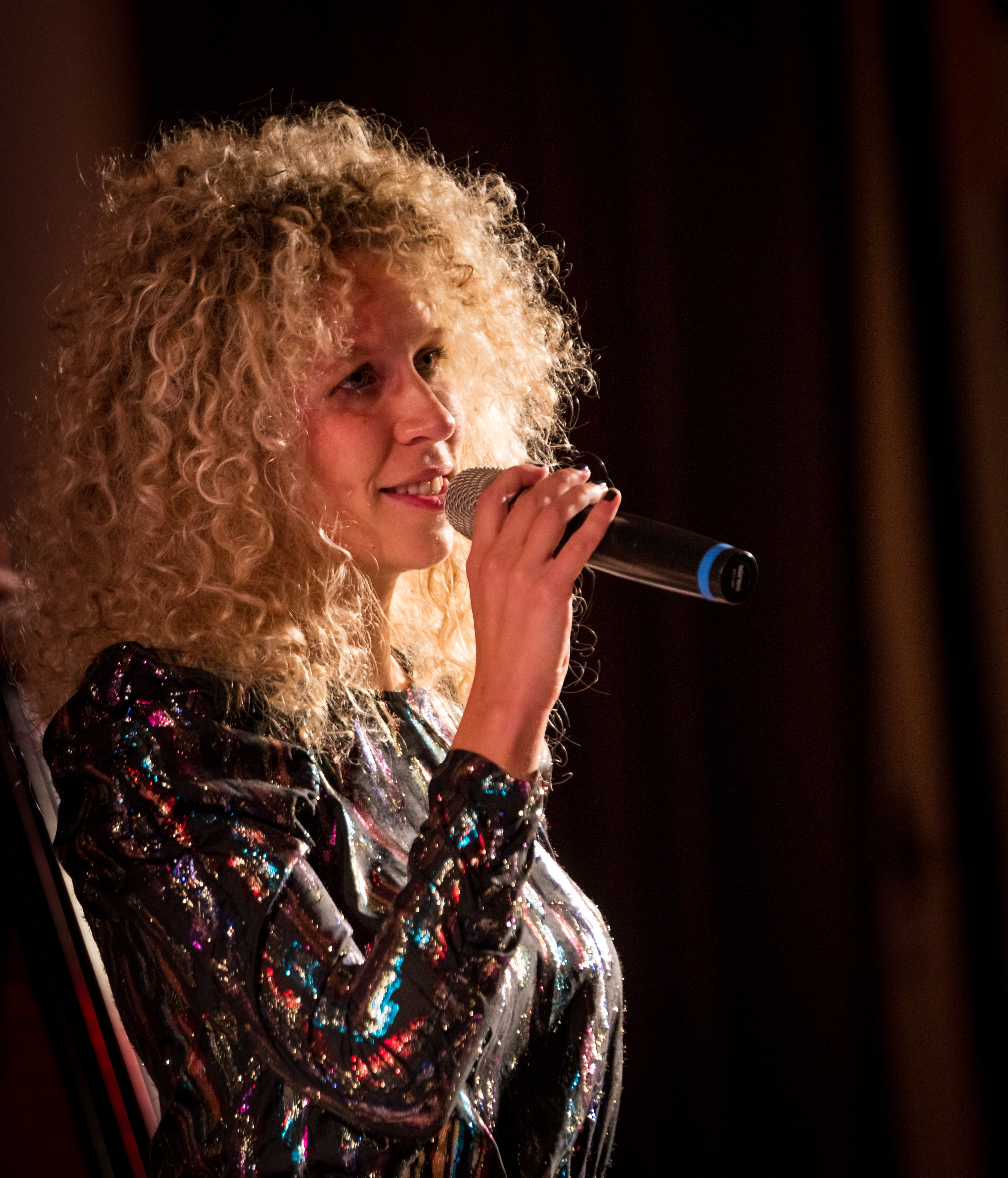
Maya Fadeeva (* 1987)

- Fadeikin, Iwan Anisimowitsch (1917–1979), sowjetischer Geheimdienstler, Leiter des Auslandsnachrichtendienstes KGB in der DDR
- Fadejevs, Aigars (1975–2024), lettischer Leichtathlet
- Fadejew, Alexander (* 1983), kasachischer Biathlet
- Fadejew, Alexander Alexandrowitsch (1901–1956), russischer Schriftsteller
- Fadejew, Alexander Wladimirowitsch (* 1964), russischer Eiskunstläufer
- Fadejew, Alexei Wassiljewitsch (* 1977), russischer Nordischer Kombinierer
- Fadejew, Jewgeni (* 1982), kasachischer Eishockeyspieler
- Fadejew, Maxim Alexandrowitsch (* 1968), russischer Musikproduzent, Arrangeur, Komponist und Songwriter und Regisseur
- Fadejew, Rostislaw Andrejewitsch (1824–1884), russischer General und Militärschriftsteller
- Fadejewa, Marija Iwanowna (* 1958), sowjetische Ruderin
- Fadejewa, Oksana Wladimirowna (* 1975), russische Tischtennisspielerin
- Fadel, Charles (* 1960), US-amerikanischer Bildungsforscher
- Fadel, Mohamed Kamal, Diplomat der Westsahara
- Fadel, Sharifa (1938–2023), ägyptische Sängerin und Schauspielerin
- Fadela, Chaba (* 1962), algerische Schauspielerin und Sängerin
- Fadell, Tony (* 1969), US-amerikanischer ComputeringenieurTony Fadell (* 1969)

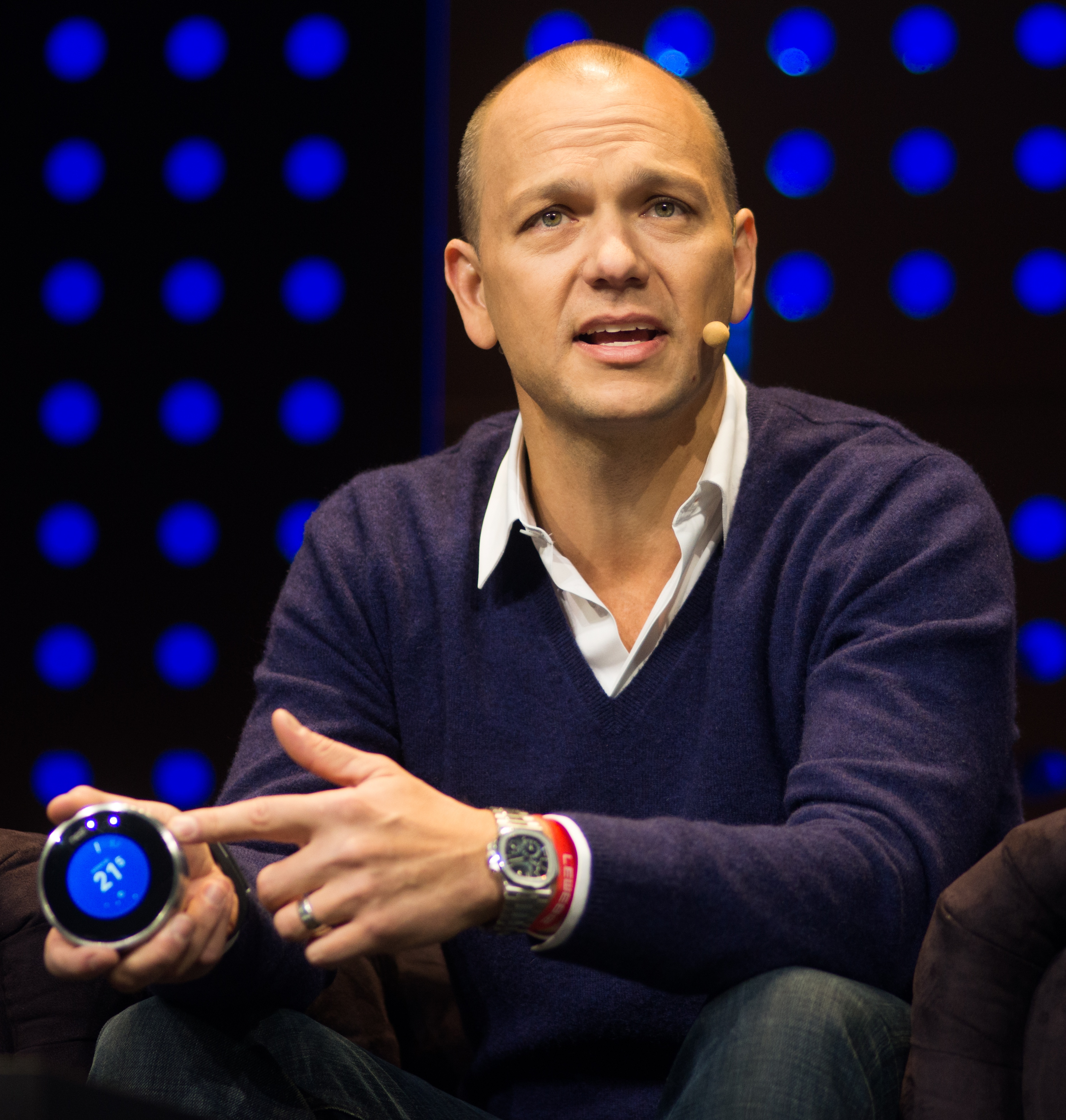
Tony Fadell (* 1969)

- Fadelle, Joseph (* 1964), irakischer Konvertit zum Christentum, Autor
- Faden, Eberhard (1889–1973), deutscher Historiker, Schullehrer und Leiter des Berliner Stadtarchivs (1939–1945)
- Faden, Sean Andrew (* 1973), US-amerikanischer Computergrafiker, Animator und Spezialeffekte-Künstler
- Faden, William (1749–1836), englischer Kartograf und königlicher Geograph
- Fader Gladiator (* 1971), deutscher Hip-Hop-Produzent und Labelgründer
- Fadera, Alieu (* 2001), gambischer Fußballspieler
- Fadera, Baboucarr S., gambischer Politiker
- Fadera, Dawda († 2022), gambischer Diplomat, Politiker und Verwaltungsbeamter
- Fadera, Kebba O., gambischer Politiker
- Faderhead, deutscher Sänger und MusikproduzentFaderhead

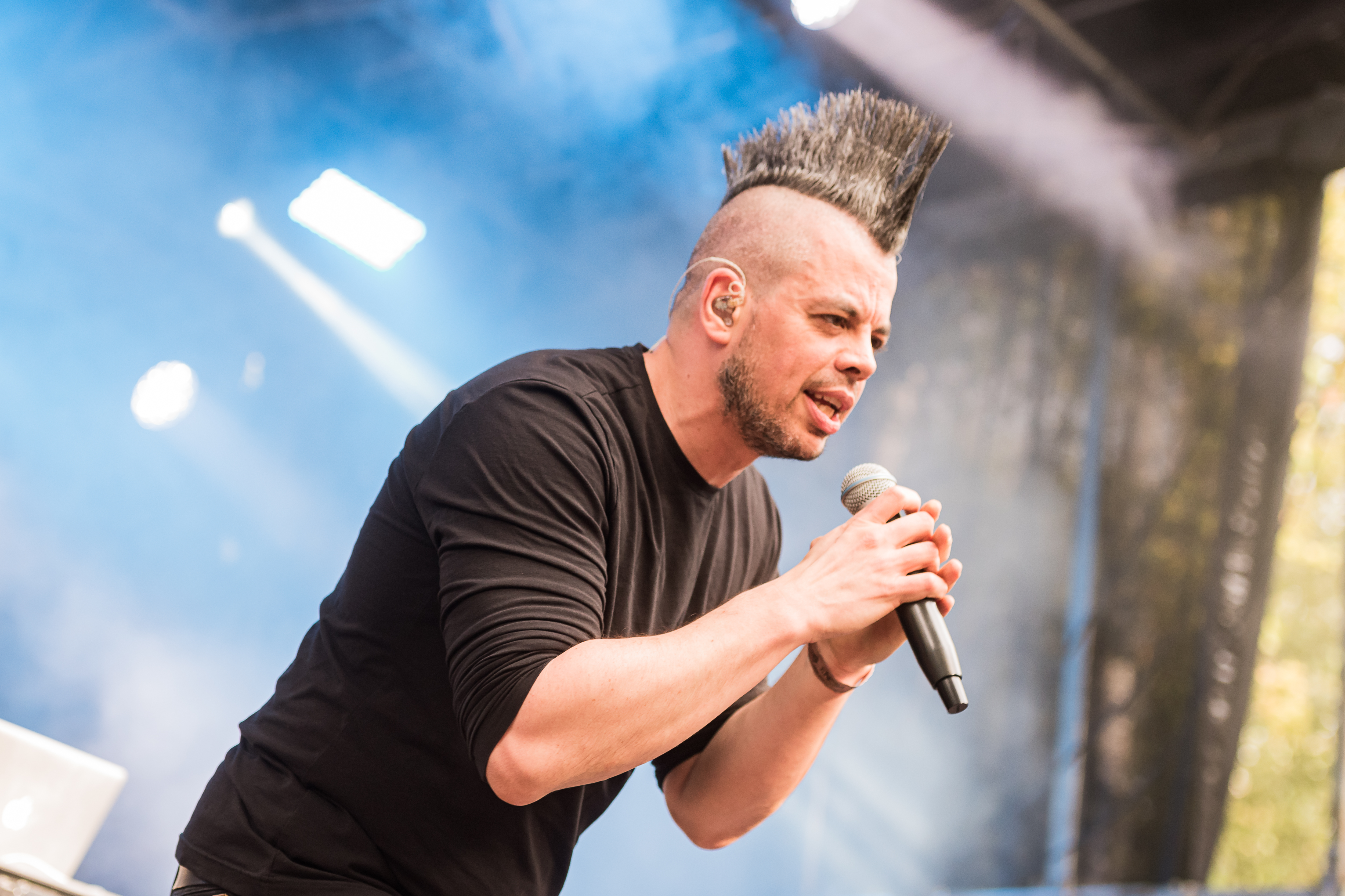
Faderhead

- Faderl, Petra (1952–2007), deutsche Pädagogin und Politikerin (PDS), MdL
- Faderman, Lillian (* 1940), US-amerikanische Hochschullehrerin und Autorin

### Fadh
- Fadhilah, Irfan (* 1990), indonesischer Badmintonspieler
- Fadhli, Ibrahim Juma al (* 1996), kuwaitischer Kugelstoßer

### Fadi
- Fadia von Ägypten (1943–2002), ägyptische Prinzessin und Springreiterin
- Fadiga, Bandiougou (* 2001), französisch-malischer Fußballspieler
- Fadiga, Khalilou (* 1974), senegalesischer Fußballspieler
- Fadiga, Noah (* 1999), senegalesisch-belgischer Fußballspieler
- Fadilah, Siti (* 1949), indonesische Medizinerin und Politikerin
- Fadili, Jalili, marokkanischer Fußballspieler
- Fadilla (* 159), Tochter Mark Aurels und der jüngeren Faustina
- Fadiman, Anne (* 1953), US-amerikanische Schriftstellerin
- Fadiman, Clifton (1904–1999), US-amerikanisches Multitalent
- Fadiman, Dorothy (* 1939), US-amerikanische Regisseurin und Filmproduzentin
- Fadin, Wiktor Sergejewitsch (* 1942), russischer theoretischer Physiker
- Fadinger, Harald (* 1978), österreichischer Wirtschaftswissenschaftler
- Fadinger, Lukas (* 2000), österreichischer Fußballspieler
- Fadinger, Stefan († 1626), Bauer und Anführer der aufständischen Bauern im oberösterreichischen BauernkriegStefan Fadinger († 1626)

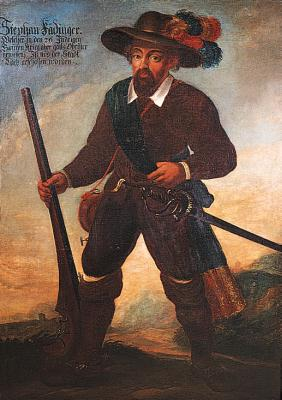
Stefan Fadinger († 1626)

- Fadinger, Volker (* 1941), deutscher Althistoriker
- Fadini, Rubens (1927–1949), italienischer Fußballspieler
- Fadipe, Kehinde (* 1983), nigerianische Schauspielerin
- Fadius Celer Flavianus Maximus, Marcus, römischer Ritter (Kaiserzeit)
- Fadius Cornutus Titius Messianus, Lucius, römischer Offizier (Kaiserzeit)
- Fadius Rufinus, Lucius, römischer Suffektkonsul (113)
- Fadius Rufus, Gaius, römischer Suffektkonsul 145

### Fadj
- Fadjejew, Jewhen (* 1997), ukrainischer Eishockeyspieler

### Fadl
- Fadl al-Scha'ira, Dichterin und Sängersklavin
- Fadl bin ar-Rabīʿ, al-, Beamter des abbasidischen Kalifats
- Fadl ibn ʿAlawī ibn Sahl (1824–1900), arabischer Sufi-Scheich der Tarīqa ʿAlawīya in Malabar (Südwest-Indien)
- Fadl ibn Sahl, al- († 818), abbasidischer Staatsbeamter und Wesir
- Fadl, Hussam († 2016), irakisches Polizeiopfer
- Fadlallah, Muhammad Hussein (1935–2010), schiitischer Geistlicher im Libanon und geistiger Führer der Hisbollah
- Fadlin, Mohd (* 1989), indonesischer Sprinter

### Fadm
- Fädminger, Johannes († 1586), Schweizer evangelischer Geistlicher

### Fadn
- Fadnavis, Devendra (* 1970), indischer Politiker

### Fadr
- Fadrhonc, František (1914–1981), niederländischer Fußballtrainer
- Fadrique von Kastilien (1223–1277), Prinz von Kastilien
- Fadrus, Viktor (1884–1968), österreichischer Pädagoge und Schulreformer
- Fadrus, Viktor (1912–2004), österreichischer Pädagoge und Schulreformer
- Fadrusz, Johann (1858–1903), ungarischer Bildhauer

### Fads
- Fadsajew, Arsen Suleimanowitsch (* 1962), sowjetischer Ringer und russischer Politiker

### Fadu
- Fadul, Francisco (* 1953), guinea-bissauischer Politiker, Premierminister von Guinea-Bissau
- Faduma, Orishatukeh (1857–1946), afroamerikanischer Theologe

### Fadz
- Fadzil, Saad (* 1948), malaysischer Radrennfahrer
- Fadzilah Lubabul Bolkiah (* 1985), Mitglied des bruneiischen Herrscherhauses und Netballspielerin